# Activiteitenbesluit milieubeheer
Het Activiteitenbesluit milieubeheer was tussen 2013 en 2023 de benaming voor het Nederlandse Besluit algemene regels voor inrichtingen milieubeheer. De naam van dit besluit werd binnen overheidsorganisaties vaak afgekort tot Barim. Op 1 januari 2024 is het Besluit komen te vervallen.
Het was een algemene maatregel van bestuur (AMvB) ter ondersteuning van de Wet milieubeheer (1 januari 2008) en de Waterwet. Het besluit stelde algemene regels voor bedrijven die onder de Wet milieubeheer vallen en voorheen een milieuvergunning nodig hadden. Het besluit onderscheidde drie type bedrijven, afhankelijk van de milieubelasting. Type A-bedrijven moesten voldoen aan het Activiteitenbesluit maar hoeven hun activiteiten niet meer te melden. Type B-bedrijven moesten hun activiteiten wel melden. Type C-bedrijven moesten nog steeds een omgevingsvergunning aanvragen (voor het onderdeel milieu).
Veel uitvoeringsdetails waren opgenomen in de Activiteitenregeling milieubeheer.